# Tessenow
Tessenow ist ein Ortsteil der Gemeinde Ruhner Berge im Südosten des Landkreises Ludwigslust-Parchim in Mecklenburg-Vorpommern (Deutschland).
Die zuvor selbständige Gemeinde Tessenow wurde zum 1. Januar 2019 mit Marnitz und Suckow zur neuen Gemeinde Ruhner Berge zusammengeschlossen. Die Gemeinde Tessenow wurde vom Amt Eldenburg Lübz verwaltet.

## Geografie und Verkehr
Tessenow befindet sich im Übergang der Nordausläufer der Ruhner Berge zu den Elde-Niederungen im Norden. Im Süden befinden sich auch die höchsten Punkte im ehemaligen Gemeindegebiet. Bei Hof Poltnitz befindet sich mit 122,3 m ü. HN die höchste Erhebung. Größtes Waldgebiet sind die Tessenower und Poitendorfer Tannen. Nennenswerte Seen gibt es in dem ehemaligen Gemeindegebiet nicht.
Tessenow liegt an der Bundesstraße 321. Durch das ehemalige Gemeindegebiet führt die Bundesautobahn 24, die über die Anschlussstelle Suckow erreichbar ist. Tessenow liegt etwa elf Kilometer südöstlich von Parchim. Die Bahnstrecke Parchim–Suckow mit dem Bahnhof Tessenow wurde 1947 abgebaut.
Zur Gemeinde Tessenow gehörten die Ortsteile Dorf Poltnitz, Hof Poltnitz, Malow, Poitendorf, Tessenow und Zachow.

## Geschichte der Ortsteile
Tessenows Ortsname stammt vermutlich vom slawischen Lokator Têšen ab, also Ort des Têšen.

Der Ort wurde in mittelalterlichen Quellen bis 1550/1570 nicht erwähnt. Langjähriger Gutsbesitzer war die Familie  von Restorf. Das Gutshaus stammt von um 1800; in ihm wurde ein Schifffahrts- und Marinemuseum einrichtet. 1920 kam Tessenow zum Kreis Parchim, nach dem Zweiten Weltkrieg zum Land Mecklenburg und dann zum Bezirk Schwerin. Seit dem 1. Juli 2004 gehört der Ort zum Amt Eldenburg Lübz.
Poltnitz wurde 1317 erstmals als Polteniz urkundlich erwähnt. Der Name stammt vom altslawischen plŭtĭ für Fleisch ab, was auf einen Schlacht- und Gerbplatz hindeutet. Poltnitz wurde am 1. Januar 1951 eingemeindet.
Malow wurde 1569 erstmals urkundlich erwähnt. Der Name stammt vom altslawischen malŭ für klein ab, also Kleiner Ort oder Ort des Kleinen.

Die Domäne von Georg Adolf von Winterfeld Malow war 1779 ein Lehen des ritterschaftlichen Amtes Grabow. Sie wurde 1802 vom Herzog gekauft und war beim Domanialamt Marnitz, verwaltet durch verschiedene  Pächter. Zum 1. Juli 1950 wurde Malow eingemeindet.
Zachow, wurde 1238 erstmals als Scacowe urkundlich erwähnt.

## Politik

### Wappen
| Wappen von Tessenow | Blasonierung: „In Silber eine schräglinke blaue Wellenleiste, begleitet: oben von einem vorderhalben, steigenden roten Einhorn, unten von einer bauchigen roten Flasche.“ |
| Wappen von Tessenow | Wappenbegründung: In dem Wappen wird mit der Wellenleiste der durch die Gemeindeflur fließende Moosterbach symbolisiert. Das Einhorn ist dem Wappen der Familie von Restorf entlehnt, welche die Entwicklung von Tessenow und Malow lange mitbestimmte. Mit der Flasche soll auf die Polnitzer Glashütte verwiesen werden, die von einem Mitglied der wohl bedeutendsten Glasmacherfamilien Mecklenburgs betrieben wurde, von Hans Jürgen Kauffeldt. Durch den Zusammenschluss der drei Gemeinden Marnitz, Suckow und Tessenow zur neuen Gemeinde Ruhner Berge, verlor das Gemeindewappen zum 1. Januar 2019 seinen Status als Hoheitszeichen. Es kann aber weiterhin von den Bewohnern als Identifikationssymbol und als Zeichen der Verbundenheit mit ihrem Ort genutzt werden. Das Wappen und die Flagge wurde von dem Schweriner Heraldiker Karl-Heinz Steinbruch gestaltet. Es wurde am 20. September 2000 durch das Ministerium des Innern genehmigt und unter der Nr. 226 der Wappenrolle des Landes Mecklenburg-Vorpommern registriert. |

### Flagge

Flagge des Ortsteils Tessenow

Die Flagge wurde am 26. Juli 2001 durch das Ministerium des Innern genehmigt.
Die Flagge besteht zu zwei Dritteln der Länge des Flaggentuchs aus einem blauen Feld und zu einem Drittel, das gleichmäßig längs gestreift ist von Blau, Weiß, Blau, Weiß, Blau, Weiß und Blau. In der Mitte des blauen Feldes liegt das Ortsteilwappen, das zwei Drittel der Höhe des Flaggentuchs einnimmt. Die Länge des Flaggentuchs verhält sich zur Höhe wie 5:3.

## Sehenswürdigkeiten
→ Siehe auch Liste der Baudenkmale in Ruhner Berge
- Tessenower Herrenhaus (1788–1791 erbaut) es beherbergt heute ein „Zoologisches Informationszentrum“. Zuvor diente es als Grundschule.
- Gedenktafel an der Bundesstraße 321 vor dem Neubaublock an die 6000 Opfer unter den Häftlingen des Todesmarsches aus dem KZ Sachsenhausen im April 1945